# Датчесс (округ)
Округ Датчесс (англ. Dutchess County) — округ штата Нью-Йорк, США. Население округа на 2000 год составляло 280153 человек. Административный центр округа — город Покипси.

## История
Округ Датчесс основан в 1683 году; назван в честь Анны Хайд (1637—1671), герцогини (англ. duchess) Йоркской и жены будущего короля Якова II. Источник образования округа Датчесс: один из 12 первоначальных округов, сформированных в Нью-Йоркской колонии.

## География

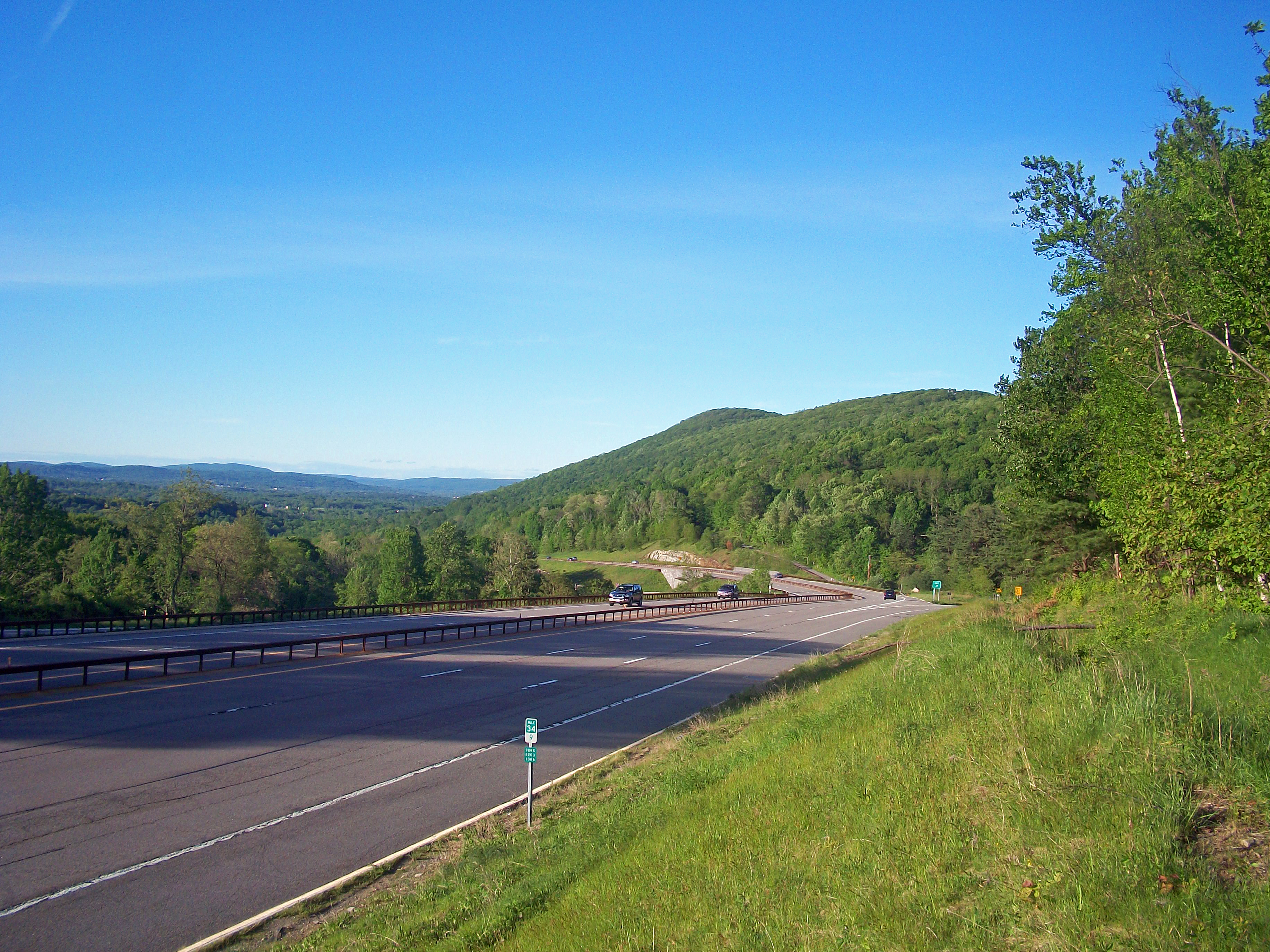
Таконик-Паркуэй в южном округе Датчесс

По данным Бюро переписи населения США, общая площадь округа составляет 825 квадратных миль (2140 км2), из которых 796 квадратных миль (2060 км2) занимает суша, а 30 квадратных миль (78 км2) (3,6%) ― вода.
Округ Датчесс расположен на юго–востоке штата Нью-Йорк, между рекой Гудзон на западе и границей между Нью-Йорком и Коннектикутом на востоке, примерно на полпути между городами Олбани и Нью-Йорк. В его состав входят два города: Бикон и Покипси. В зависимости от точного местоположения в пределах округа расстояние до Нью-Йорка по автомобильным дорогам составляет от 58 до 110 миль (от 93 до 177 км).
Местность округа в основном холмистая, особенно в юго-западной части Гудзонского нагорья и в горах Таконик на северо-востоке. Некоторые районы, расположенные ближе к реке, более равнинные.

## Демография
Согласно переписи населения 2000 года, в округе Датчесс проживало 280 153 человек. По оценке Бюро переписи населения США, к 2009 году население увеличилось на 4,8 %, до 293 562 человек. Плотность населения составляла 137,4 человек на квадратный километр.

## Правительство
Округ Датчесс имеет уставное правительство с исполнительной властью округа и напрямую избираемым законодательным органом в составе 25 членов, каждый из которых избирается от одномандатного округа. Хартийная форма правления вступила в силу в 1968 году, учитывая благоприятный исход специальных выборов 1967 года, посвященных этому вопросу. С 1713 по 1967 год окружным правительством управлял Наблюдательный совет, состоящий из местных избранных лидеров.

## Культура

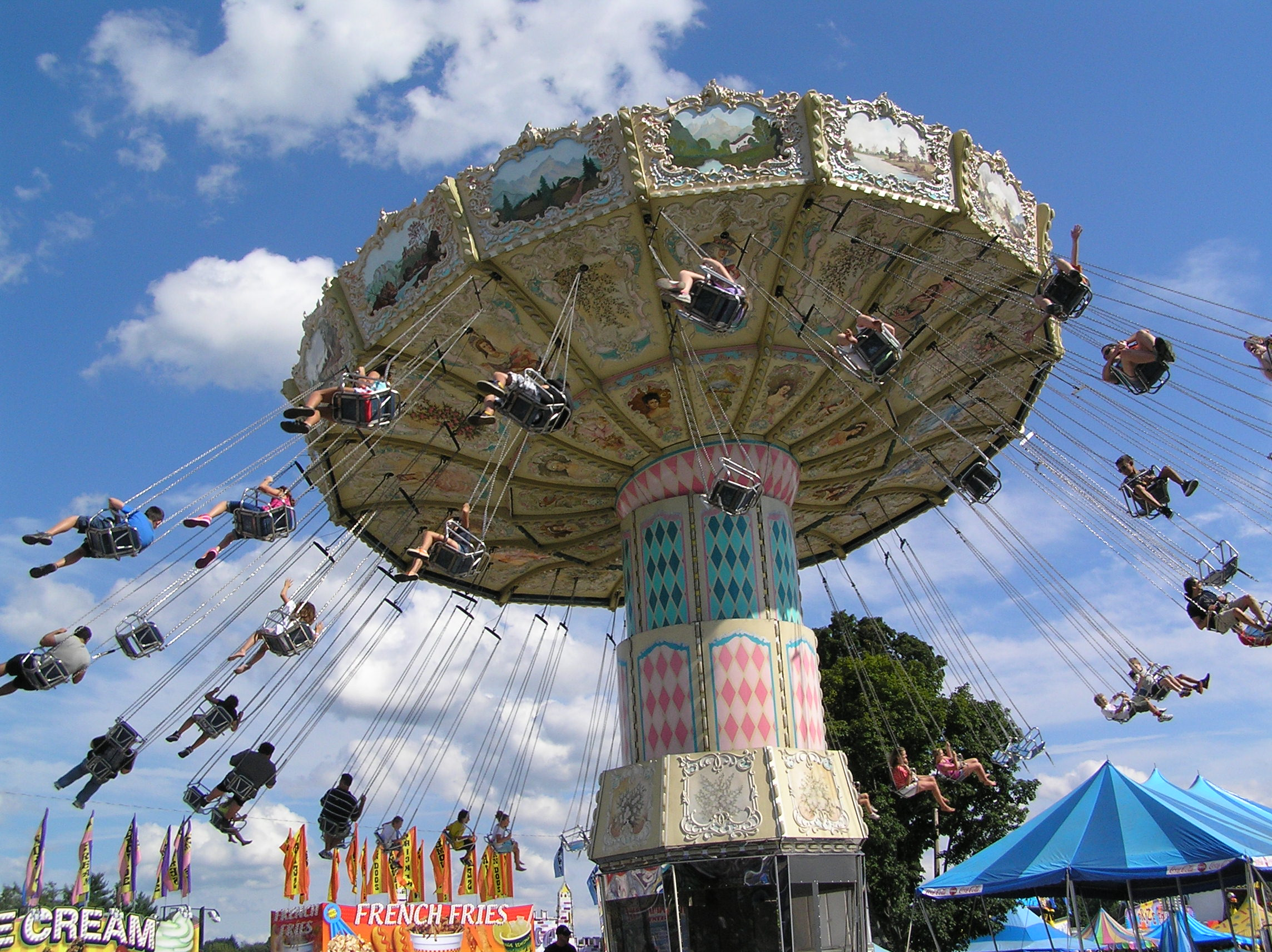
Ярмарка округа Датчесс ― ежегодное мероприятие

В округе Датчесс проводится ежегодная ярмарка. Торговая палата округа проводит ежегодный запуск воздушных шаров, как правило, в первую неделю июля. Основные места запуска расположены вдоль реки Гудзон. В мероприятии принимают участие до 20 воздушных шаров.
Историческое общество округа Датчесс было создано в 1914 году и активно занимается сохранением большой коллекции в Клинтон-Хаусе 18 века. Общество издает ежегодник с 1914 года и ежегодно присуждает до четырех наград за заслуги в области истории округа Датчесс.